# Raymond Sommer
Raymond Sommer (n. 31 august 1906, Mouzon⁠(d), Champagne-Ardenne, Franța – d. 10 septembrie 1950, Cadours, Midi-Pyrénées, Franța) a fost un pilot de Formula 1. De-a lungul carierei a luat startul în 5 curse, niciuna din pole-position. Nu a câștigat nicio cursă și nu a terminat niciodată pe podium, acumulând 3 puncte în întreaga activitate ca pilot de Formula 1.